# Weirton
Weirton is een plaats (city) in de Amerikaanse staat West Virginia, en valt bestuurlijk gezien onder Brooke County en Hancock County.

## Demografie
Bij de volkstelling in 2000 werd het aantal inwoners vastgesteld op 20.411.
In 2006 is het aantal inwoners door het United States Census Bureau geschat op 19.250, een daling van 1161 (-5.7%).

## Geografie
Volgens het United States Census Bureau beslaat de plaats een oppervlakte van
49,9 km², waarvan 46,3 km² land en 3,6 km² water. Weirton ligt op ongeveer 354 m boven zeeniveau.

## Plaatsen in de nabije omgeving
De onderstaande figuur toont nabijgelegen plaatsen in een straal van 12 km rond Weirton.